# Mixàkovo
Mixàkovo (en rus: Мишаково) és un poble de la República de Komi, a Rússia, segons el cens del 2010 tenia 23 habitants.